# Agrostistachys borneensis
Agrostistachys borneensis är en törelväxtart som beskrevs av Odoardo Beccari. Agrostistachys borneensis ingår i släktet Agrostistachys och familjen törelväxter. IUCN kategoriserar arten globalt som sårbar. Inga underarter finns listade i Catalogue of Life.